# Surfaces frottantes
Pour les articles homonymes, voir Surface.
 (janvier 2022).
Si vous disposez d'ouvrages ou d'articles de référence ou si vous connaissez des sites web de qualité traitant du thème abordé ici, merci de compléter l'article en donnant les références utiles à sa vérifiabilité et en les liant à la section « Notes et références ».
Le frottement et l'usure mettent en jeu les surfaces de contact ou plus précisément les interfaces, où se produisent des transformations multiples et irréversibles qu'il faut considérer de plusieurs points de vue :
- état géométrique et microgéométrique,
- état de propreté,
- état physicochimique, structure des couches superficielles,
- état « historique ».